# Trijntje Pieters Westra
Trijntje Pieters Westra, född 1783, död 1861, var en nederländsk idrottare.
Hon var den första kvinna som vann pris för en skridskotävling i Nederländerna. Hon vann vid tjugo års ålder vann den första officiella skridskotävlingen för kvinnor som anordnades i Nederländerna. Detta var  ‘Luisterrijke Vrouwen Schaatsen Rijdpartij’ den 1 och 2 februari 1805 på Stadsgracht i Leeuwarden. Intresset var stort: 130 ryttare hade anmält sig och det var tio - à Tolv tusen åskådare strömmade till skådespelet, som gav "en mycket förtjusande uppvisning". 